# До последней капли крови
«До последней капли крови» (пол. Do krwi ostatniej...) — польско-советский исторический фильм 1978 года режиссёра Ежи Гофмана.
В 1980 году вышла семисерийная телевизионная версия (хронометраж 398 минут).
Название связано со строкой из известной польской патриотической песни «Клятва» (пол. Rota) на стихи Марии Конопницкой, исполненной в фильме.

## Сюжет
Действие происходит в 1941—1943 годах. Фильм посвящён истории Первой польской дивизии имени Костюшко от создания до боевого крещения в битве под Ленино.

## В ролях

### В главных ролях
- Анна Дымна — Аня Гавлик-Карская
- Марек Левандовский — поручик Анджей Радван
- Ежи Треля — Зыгмунт Гавлик-Карский, брат Ани
- Ежи Брашка — майор Ляхович
- Aндро Кобаладзе — И. В. Сталин
- Николай Засухин — Молотов
- Геннадий Печников — Андрей Вышинский
- Леонард Петрашак — капитан Вихерский
- Олег Мокшанцев — советский генерал
- Виктор Маркин — советский генерал
- Катажина Сколимовская — Ванда Василевская
- Виктор Шульгин — полковник Кондратюк
- Лидия Федосеева — Екатерина Павловна
- Марек Вальчевский — генерал Владислав Андерс
- Казимеж Виткевич — Владислав Сикорский
- Барбара Брыльска — Эва Кошельская
- Войцех Пилярский — генерал Зыгмунт Берлинг
- Роман Сикора — посол Станислав Кот
- Мирослав Шонерт — Станислав Миколайчик
- Казимеж Мерес — Энтони Иден
- Хенрик Биста — Фрацишек Кубш
- Витаутас Жалакявичюс — майор Высоконьский[2]

### Роли дублировали
- Алексей Золотницкий
- Алексей Сафонов
- Артём Карапетян
- Борис Шинкарев
- Лариса Данилина